# Mobility management
La gestió de la mobilitat és una de les principals funcions d'una xarxa GSM o UMTS que permet que els telèfons mòbils funcionin. L'objectiu de la gestió de la mobilitat és fer un seguiment d'on es troben els abonats, permetent que se'ls ofereixin trucades, SMS i altres serveis de telefonia mòbil.

## Procediment d'actualització de la ubicació
Una xarxa GSM o UMTS, com totes les xarxes cel·lulars, és bàsicament una xarxa de ràdio de cèl·lules individuals, conegudes com a estacions base. Cada estació base cobreix una petita àrea geogràfica que forma part d'una àrea de localització únicament identificada. En integrar la cobertura de cadascuna d'aquestes estacions base, una xarxa mòbil proporciona una cobertura de ràdio en una àrea molt més àmplia. Per a GSM, una estació base s'anomena estació transceptora base (BTS), i per a UMTS s'anomena Node B. Un grup d'estacions base s'anomena àrea d'ubicació o àrea d'encaminament.
El procediment d'actualització d'ubicació permet que un dispositiu mòbil informi la xarxa mòbil cada vegada que es mou d'una àrea d'ubicació a una altra. Els mòbils s'encarreguen de detectar els codis d'àrea d'ubicació (LAC). Quan un mòbil descobreix que el codi d'àrea d'ubicació és diferent de la seva darrera actualització, realitza una altra actualització enviant a la xarxa una sol·licitud d'actualització d'ubicació, juntament amb la seva ubicació anterior i la seva identitat de subscriptor mòbil temporal (TMSI).
El mòbil també emmagatzema el LAC actual a la targeta SIM, concatenant-lo a una llista de LAC utilitzats recentment. Això es fa per evitar procediments innecessaris de connexió d'IMSI en cas que el mòbil s'hagi vist obligat a apagar-se (traient la bateria, per exemple) sense tenir l'oportunitat de notificar a la xarxa amb una separació d'IMSI i després s'hagi engegat just després d'haver-lo engegat. apagat. Tenint en compte que el mòbil encara està associat al Centre de commutació mòbil/Registre d'ubicació de visitants (MSC/VLR) de l'àrea d'ubicació actual, no cal fer cap tipus de procediment d'adjunt IMSI.
Hi ha diversos motius pels quals un mòbil pot proporcionar informació d'ubicació actualitzada a la xarxa. Sempre que un mòbil s'encengui o s'apaga, la xarxa pot requerir que realitzi un procediment d'actualització de la ubicació IMSI attach o IMSI desatch. A més, cada mòbil ha d'informar periòdicament de la seva ubicació en un interval de temps determinat mitjançant un procediment periòdic d'actualització de la ubicació . Sempre que un mòbil es mou d'una àrea d'ubicació a una altra mentre no està en una trucada, cal una actualització de la ubicació aleatòria . Això també cal un mòbil estacionari que torna a seleccionar la cobertura d'una cèl·lula en una àrea d'ubicació diferent, a causa de l'esvaïment del senyal. Així, un abonat té un accés fiable a la xarxa i es pot contactar amb una trucada, alhora que gaudeix de la llibertat de mobilitat dins de tota l'àrea de cobertura.
Quan un abonat rep una cerca en un intent d'entregar una trucada o un SMS i l'abonat no respon a aquesta pàgina, llavors l'abonat es marca com a absent tant al MSC/VLR com al Registre d'ubicació de casa (HLR) (indicador mòbil no accessible MNRF està establert). La propera vegada que el mòbil realitzi una actualització d'ubicació, l'HLR s'actualitza i s'esborra el senyalador de mòbil no accessible.

## TMSI
La identitat temporal de subscriptor mòbil (TMSI) és la identitat que s'envia amb més freqüència entre el mòbil i la xarxa. Depenent de la precisió necessària, un VLR, SGSN o MME pot establir un TMSI. En el cas menys precís, el VLR assigna aleatòriament TMSI a tots els mòbils de la zona, en el moment en què s'encén, per tal de donar suport a la confidencialitat de la identitat. El número és local d'una àrea d'ubicació i, per tant, s'ha d'actualitzar cada vegada que el mòbil es mou a una nova àrea geogràfica.

## Itinerància
La itinerància (roaming) és un dels procediments fonamentals de gestió de la mobilitat de totes les xarxes cel·lulars. La itinerància es defineix com la capacitat d'un client mòbil per fer i rebre trucades de veu automàticament, enviar i rebre dades, o accedir a altres serveis, inclosos els serveis de dades domèstiques, quan viatja fora de l'àrea de cobertura geogràfica de la xarxa domèstica, mitjançant d'utilitzar una xarxa visitada. Això es pot fer utilitzant un terminal de comunicació o simplement utilitzant la identitat d'abonat a la xarxa visitada. El roaming té el suport tècnic d'un procediment de gestió de mobilitat, autenticació, autorització i facturació.

## Tipus de zones

### Zona d'ubicació
Una "àrea d'ubicació" és un conjunt d'estacions base que s'agrupen per optimitzar la senyalització. Normalment, desenes o fins i tot centenars d'estacions base comparteixen un únic controlador d'estació base (BSC) en GSM, o un controlador de xarxa de ràdio (RNC) a UMTS. El BSC / RNC és la intel·ligència darrere de les estacions base; s'encarrega de l'assignació de canals de ràdio, rep mesures dels telèfons mòbils i controla els trasllats entre estacions base.

### Zona de ruta
L'àrea d'encaminament és l'equivalent de domini de commutació de paquets de l'àrea d'ubicació. Una "àrea d'encaminament" és normalment una subdivisió d'una "àrea d'ubicació". Les àrees d'encaminament les fan servir els mòbils connectats a GPRS. El GPRS està optimitzat per a serveis de comunicació de dades "amplis", com ara Internet/intranet sense fil i serveis multimèdia. També es coneix com a GSM-IP ("Internet Protocol") perquè connectarà els usuaris directament als proveïdors de serveis d'Internet

### Zona de seguiment
L'àrea de seguiment és la contrapartida LTE de l'àrea d'ubicació i l'àrea d'encaminament. Una àrea de seguiment és un conjunt de cel·les. Les àrees de seguiment es poden agrupar en llistes d'àrees de seguiment (llistes TA), que es poden configurar a l'equip d'usuari (UE). Les actualitzacions de l'àrea de seguiment es realitzen periòdicament o quan l'UE es mou a una àrea de seguiment que no està inclosa a la seva llista TA.